# Reithrodontomys microdon
Reithrodontomys microdon är en däggdjursart som beskrevs av Clinton Hart Merriam 1901. Reithrodontomys microdon ingår i släktet skördemöss, och familjen hamsterartade gnagare. IUCN kategoriserar arten globalt som livskraftig. Inga underarter finns listade i Catalogue of Life.
Arten når en absolut längd (med svans) av 169 till 187 mm och en vikt omkring 20 g. Den har kanelbrun päls med orange skugga på ovansidan och en svart svans. Undersidan är täckt av ljusare kanelbrun päls med rosa skugga som kan vara nästan vit. Vid de bakre fötterna kan några korta svarta hår vara inblandade.
Arten förekommer med flera från varandra skilda populationer från centrala Mexiko till Guatemala. Den lever i bergstrakter mellan 2200 och 3100 meter över havet. Reithrodontomys microdon vistas i bergsskogar med mossor, ormbunkar och flera träd på marken. Den går på marken och klättrar på växtlighetens låga delar. Födan utgörs främst av frön, gräs och andra växtdelar.